# Lion en Europe
Ne pas confondre avec le Lion des cavernes européen.
 (décembre 2022).
Si vous disposez d'ouvrages ou d'articles de référence ou si vous connaissez des sites web de qualité traitant du thème abordé ici, merci de compléter l'article en donnant les références utiles à sa vérifiabilité et en les liant à la section « Notes et références ».

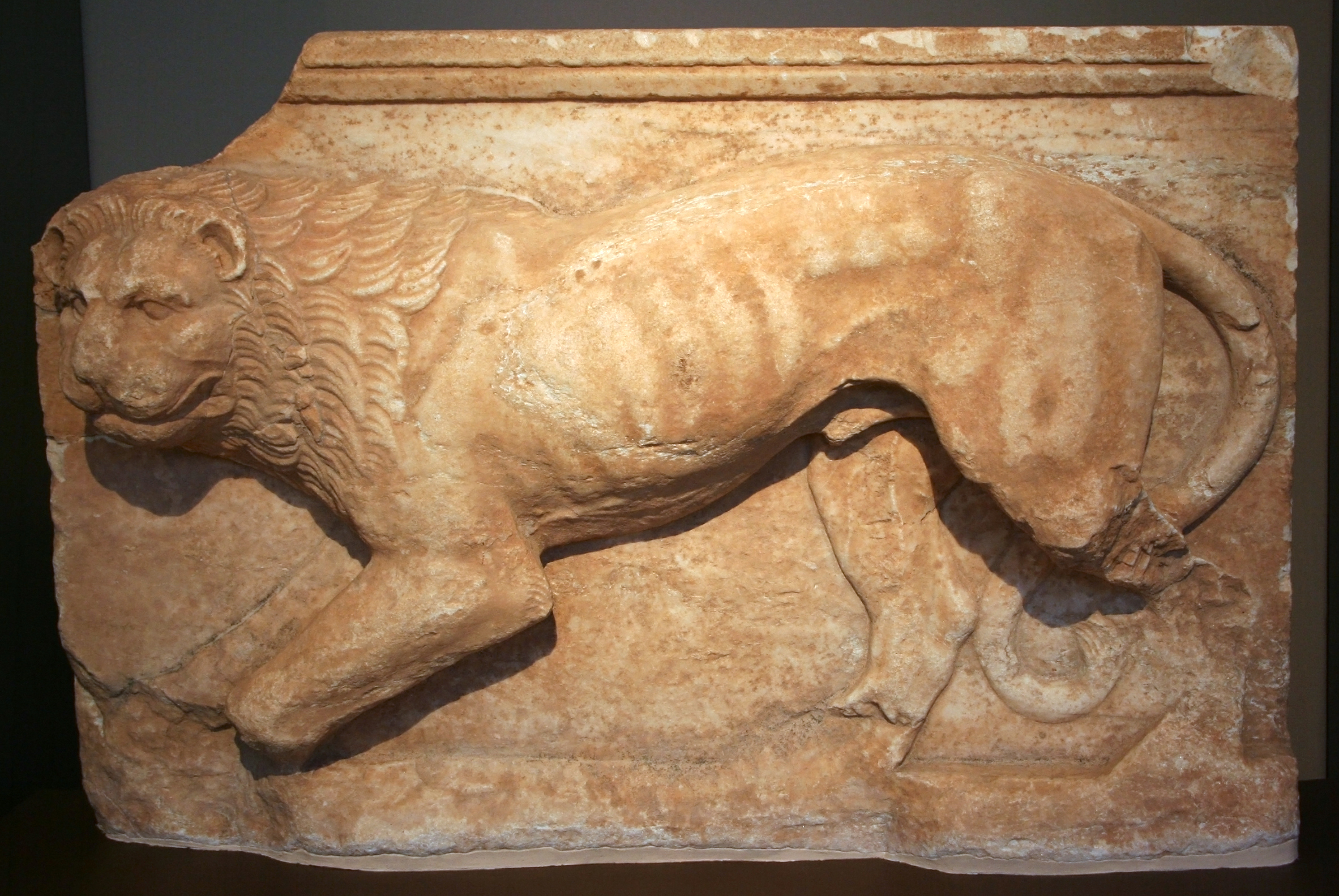
Sculpture de lion,, Koropi, Grèce.

Le lion en Europe désigne une population aujourd'hui éteinte de lion qui peuplait l'Europe durant l'Holocène, jusqu'à l'Antiquité.
La culture antique y fait de nombreuses allusions, par exemple lorsqu'Héraclès affronte le Lion de Némée, en Grèce. Hérodote, dans sa narration des guerres médiques, raconte que des lions venaient de nuit rôder autour des campements perses, attirés par l'odeur des troupeaux que la gigantesque armée perse emportait avec elle. Ce détail vient après la narration du passage du Bosphore par les Perses, donc lorsqu'ils sont en Thrace.
Les représentations de lions comme symboles ou les scènes de chasse au lion sont très présentes chez les Étrusques, particulièrement à l'époque orientalisante, et les Grecs, dès l'époque mycénienne, sur des dagues, des sculptures, des bijoux, des mosaïques ou des céramiques par exemple.
Son extinction progressive (il aurait disparu en dernier en Europe de l'Est vers l'an 100 de l'ère chrétienne), pourrait être due à diverses causes, dont la chasse aux lions, répandue dans l'Antiquité, et leur surutilisation dans les amphithéâtres romains (ils étaient plus facilement accessibles pour les Romains que les lions d'Afrique du Nord).

## Preuves de présence en Europe

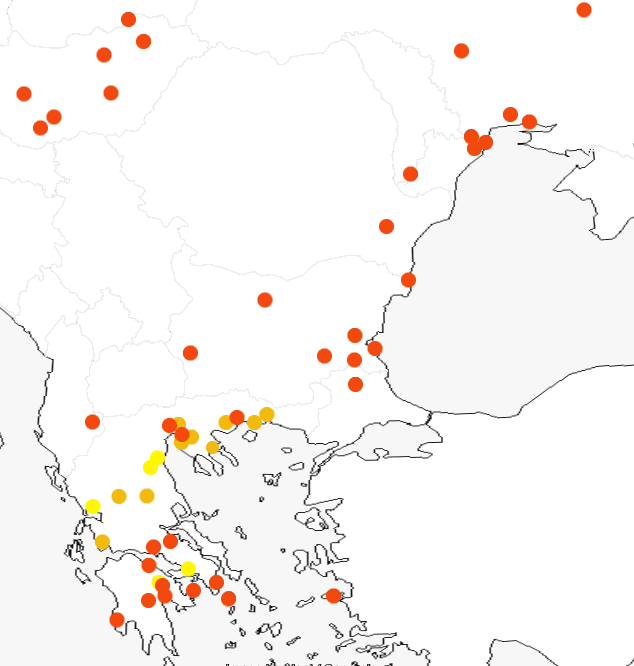
En rouge : localisation des sub-fossiles de lions datés de l'Holocène en Europe du Sud-Est
En orange : localisation de la présence de lions dans la Grèce antique d'après les textes anciens
En jaune : lieux de légendes grecques faisant référence à des lions.

Les sub-fossiles de lions datant de l'Holocène (les derniers 10 000 ans depuis la sortie de la dernière ère glaciaire) sont potentiellement rares, mais un certain nombre de restes ont tout de même été découverts, ce qui permet d'attester la présence du lion à l'état sauvage en Europe. Pour le début de l'Holocène, on a une preuve de sa présence dans le nord de l'Espagne. Même s'il est probable que son aire de répartition était vaste, on ne connait pas son étendue. Pour les périodes plus récentes, on a de nombreuses occurrences en Europe de l'Est datant de -5000 à -3000, en Hongrie, en Ukraine, dans le sud de la Russie et dans les Balkans. Le lion semble donc avoir été très présent à cette époque dans un vaste quart sud-est de l'Europe au moins. Ils y ont persisté jusqu'à l'Antiquité, puisque les textes et l'art antique font beaucoup référence à cet animal, notamment en Grèce antique et en Scythie.

## Origine et sous-espèce du lion européen
Durant le Pléistocène et jusqu'à la fin de la dernière glaciation, l'Europe était peuplée par le lion des cavernes, de la sous-espèce Panthera leo spelaea. Il était plus grand que les lions modernes d'Afrique et d'Asie, et le mâle était semble-t-il quasiment dépourvu de crinière, d'après les nombreuses représentations que les hommes du Paléolithique en ont fait. Il appartenait à un ensemble de grands lions apparentés d'Eurasie et d'Amérique (avec son cousin américain Panthera leo atrox), qui ont entièrement disparu en même temps que la mégafaune du Pléistocène, c'est-à-dire juste avant que ne débute l'Holocène.
Les lions qui peuplaient l'Europe durant l'Holocène jusqu'à l'Antiquité ne descendaient pas du lion des cavernes. Ils étaient morphologiquement bien différents de ce dernier, mais étaient en revanche très semblables aux lions modernes d'Afrique et d'Asie. De plus, d'après les nombreuses représentations antiques, les mâles étaient dotés d'une crinière assez fournie. On peut donc dire que durant l'Holocène, l'Europe a été repeuplée par de nouveaux lions de type moderne, d'origine méridionale, qui ont rempli le vide laissé par la disparition du lion des cavernes quelques millénaires plus tôt. L'origine de ces nouveaux lions est cependant inconnue. Dans la Péninsule Ibérique on trouve des restes de lions de type moderne dès la fin du Pléistocène, dans la même période que les derniers restes de lions des cavernes dans la même péninsule. Ensuite, pour le début de l'Holocène, seul le lion de type moderne est trouvé dans la Péninsule Ibérique. Ces nouveaux lions européens de la Péninsule Ibérique pourraient éventuellement être issus du lion de l'Atlas, (Panthera leo leo). Mais il faut ensuite attendre le milieu de l'Holocène, entre 5000 et 3000 a.J.-C. environ, pour trouver à nouveau des restes de lions en Europe, toujours du type moderne, mais cette fois en Europe de l'Est et dans les Balkans. Ceux-là pourraient alors être issus des lions du Moyen-Orient ou d'Asie centrale, c'est-à-dire une souche plus ou moins apparentée au lion d'Asie actuel (Panthera leo persica).
Les lions européens qui peuplaient l'Europe dans l'Antiquité sont, selon les auteurs, classés avec le lion d'Asie, Panthera leo persica, ou comme une sous-espèce à part entière : Panthera leo europaea.

## Galerie

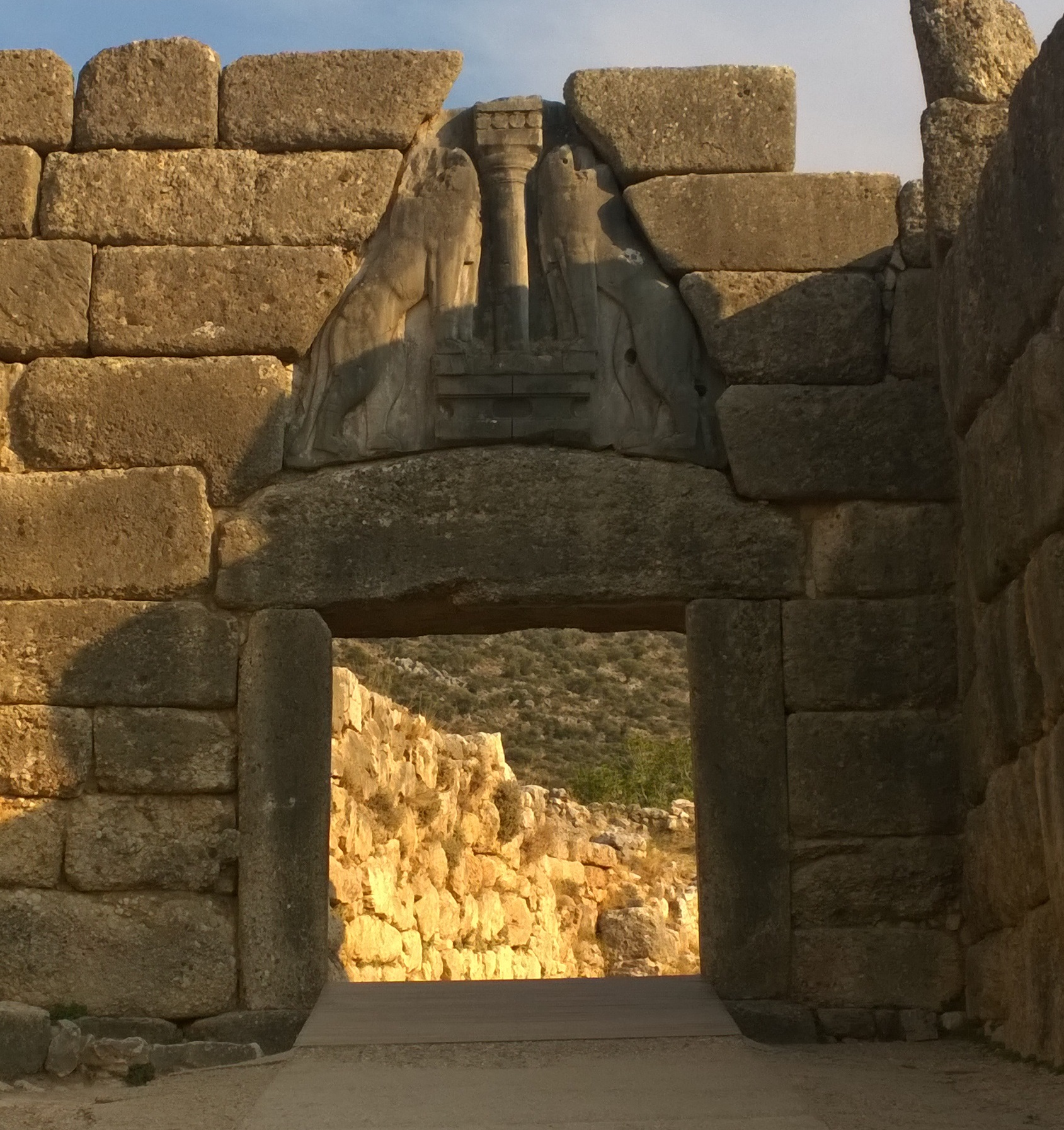
La porte des Lionnes marquant l'entrée de la cité de Mycènes, Grèce.
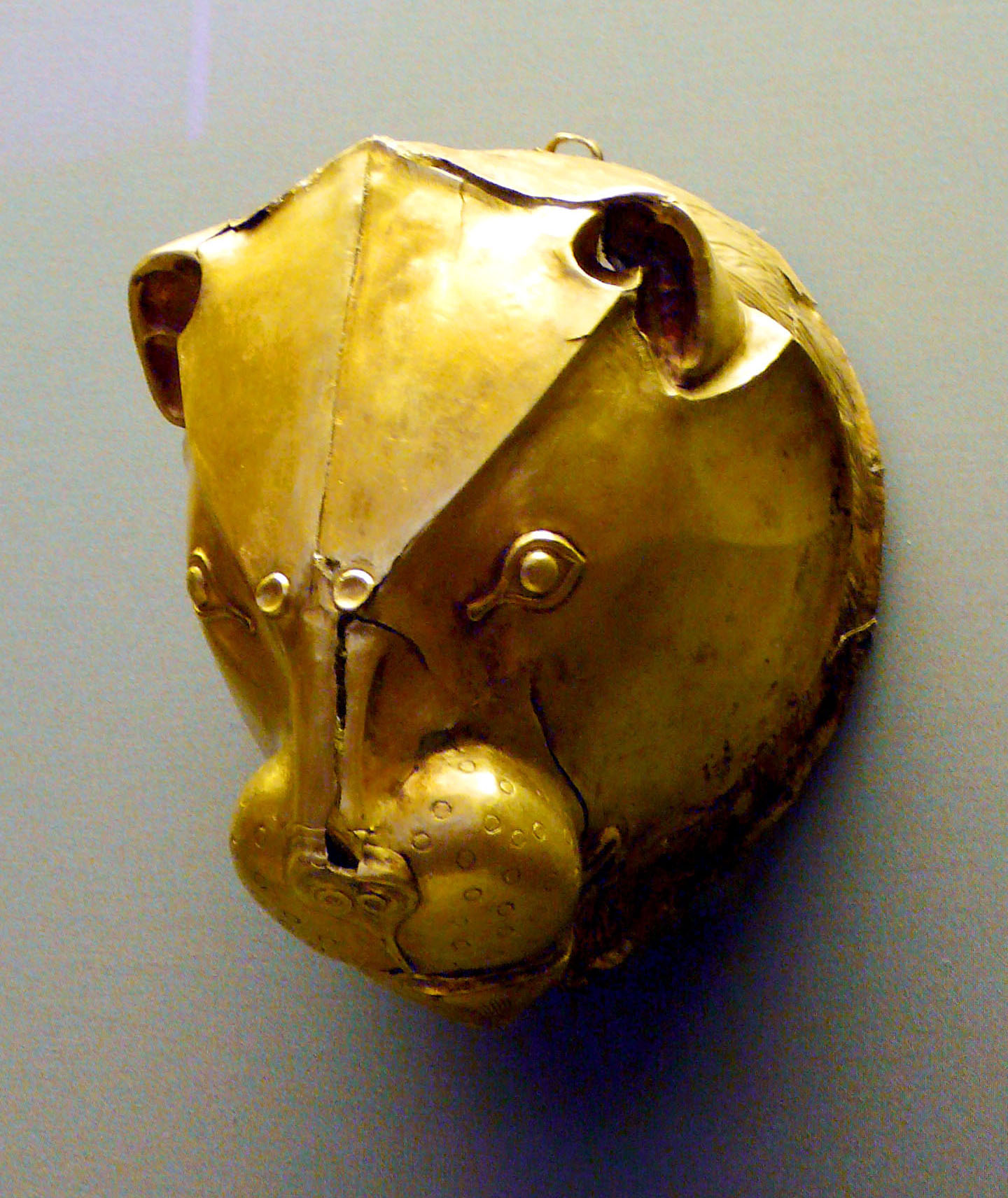
Rython en or trouvé à Mycènes, en forme de tête de lionne, XVIe siècle av. J.-C.
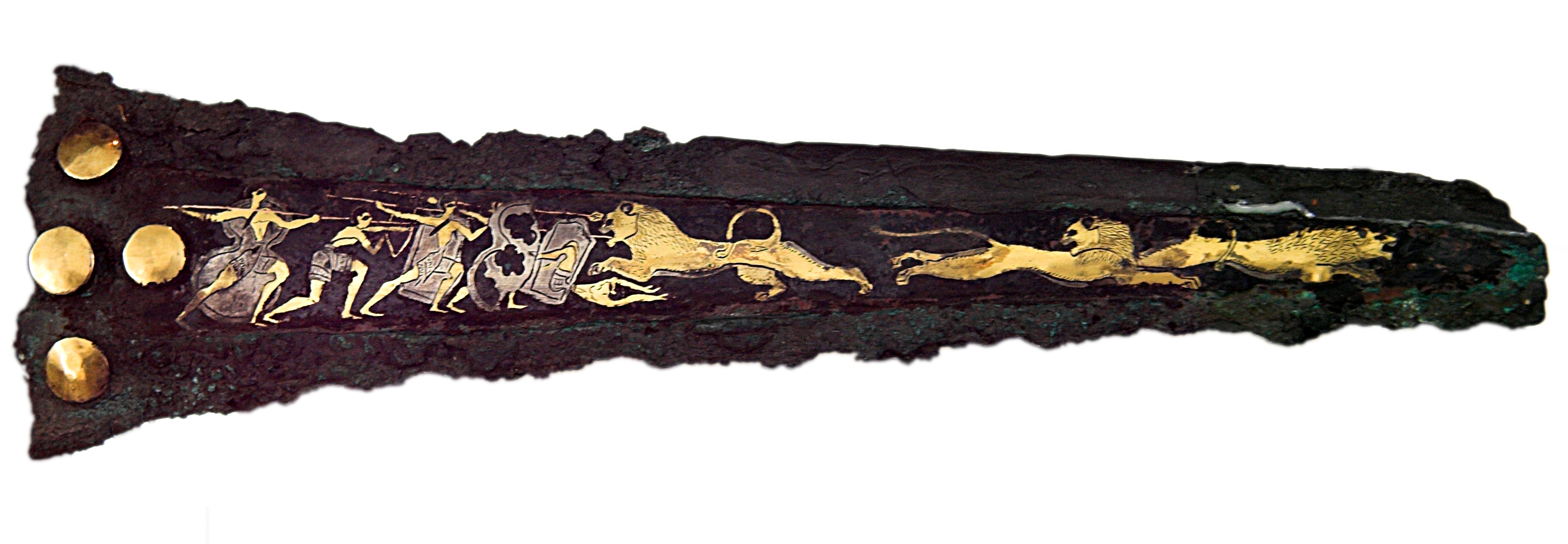
Chasse aux lions, en or et argent sur une dague en bronze mycénienne, Grèce, XVIe siècle av. J.-C.
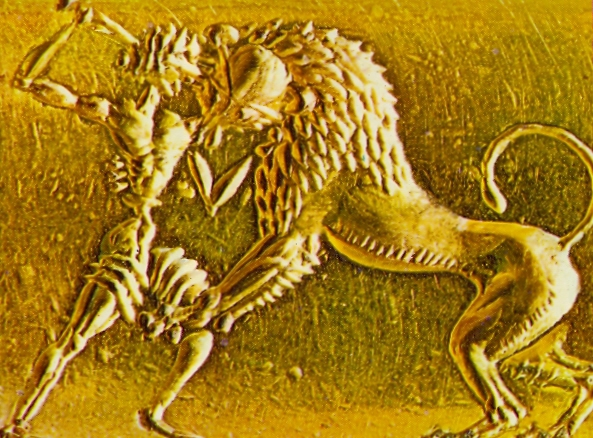
Homme combattant un lion, relief en creux sur une bague mycénienne en or, Grèce, XVIe siècle av. J.-C.
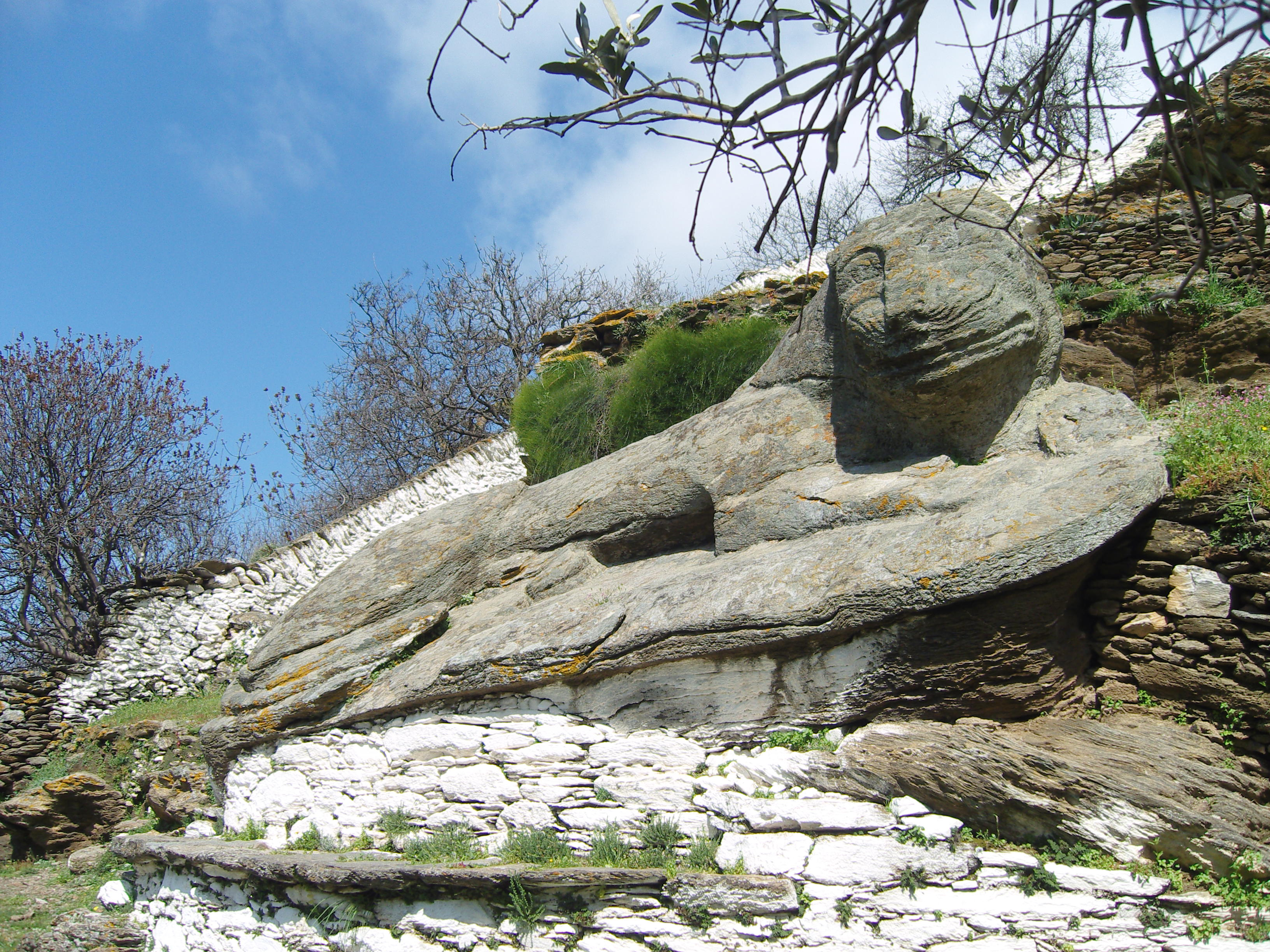
Le lion (ou lionne) de Kea, Grèce.
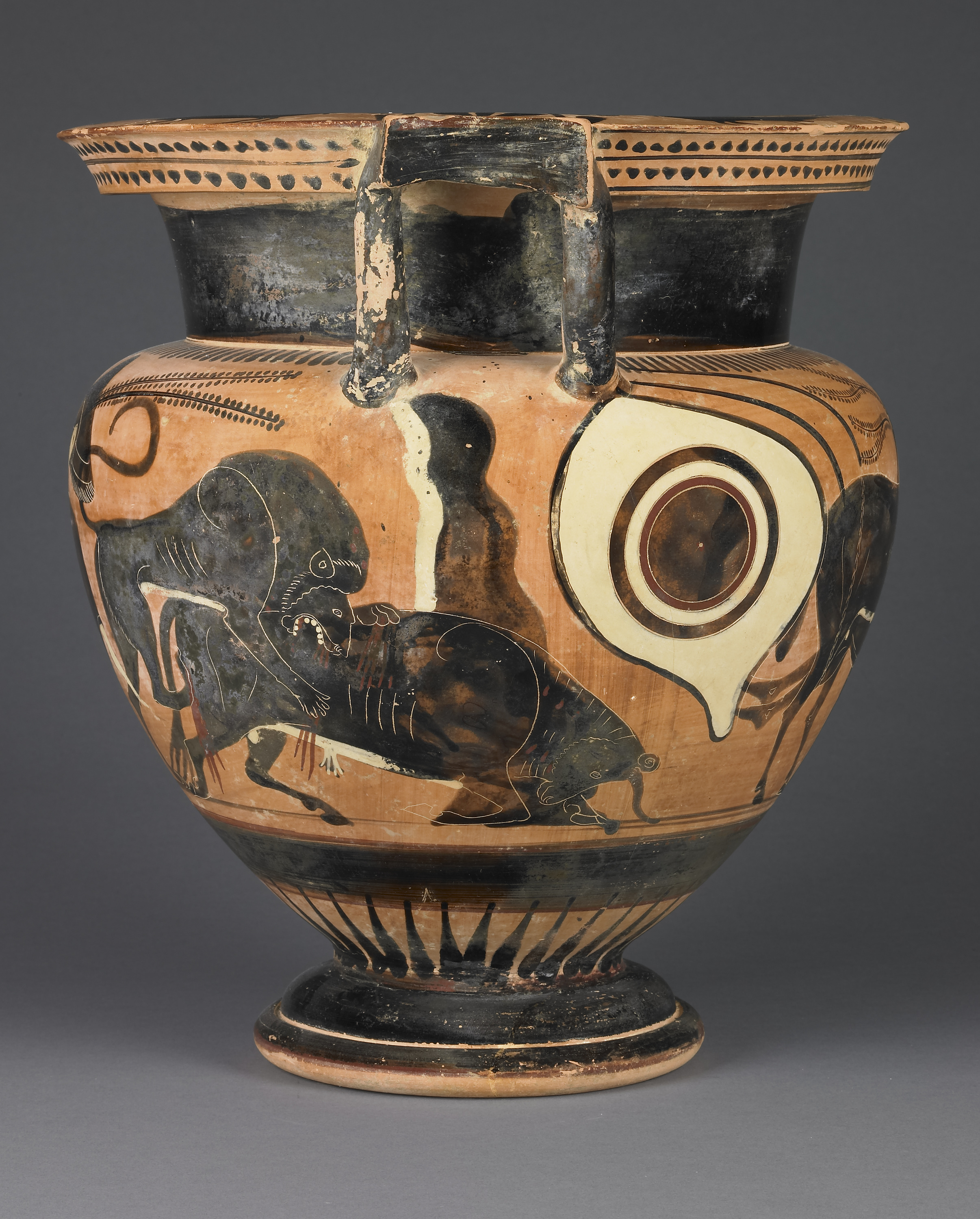
Lion attaquant un taureau (auroch), c'est un thème récurrent sur les poteries grecques. Athènes, VIe siècle av. J.-C.
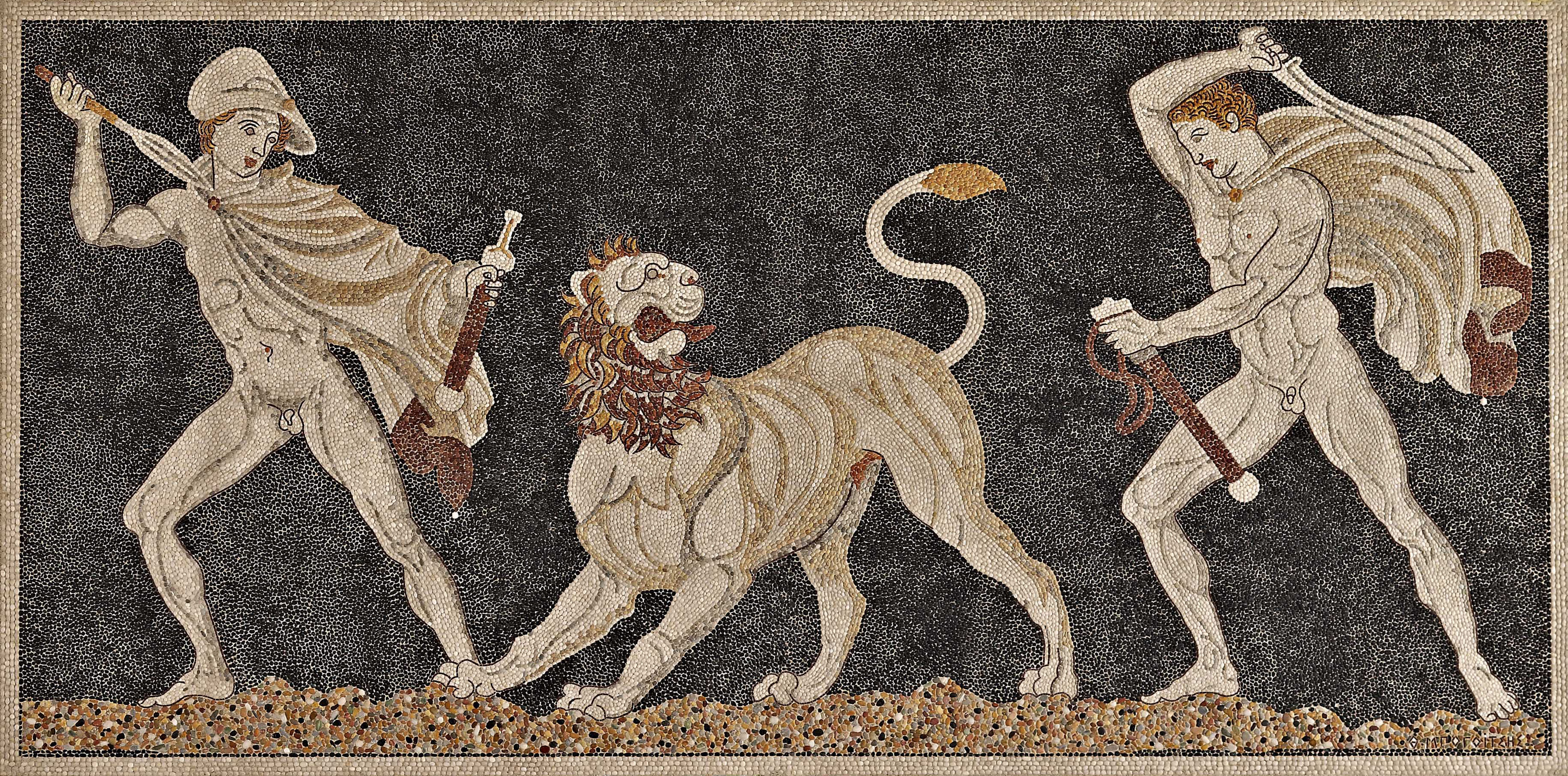
Mosaïque en galets de rivière représentant une chasse au lion à laquelle aurait participé Alexandre. Pella, Grèce, IVe siècle av. J.-C.
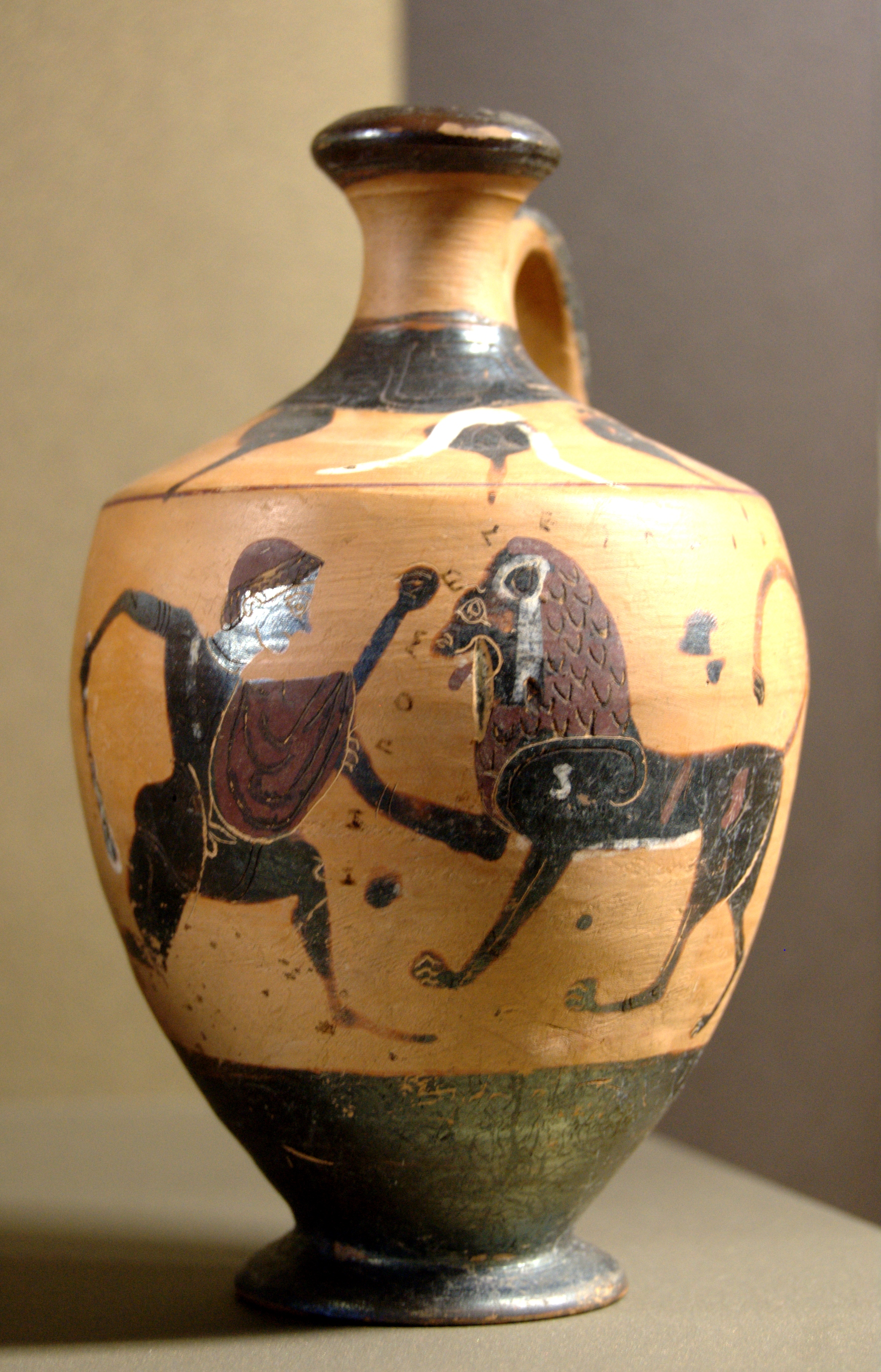
Héraclès combattant le lion de Némée, céramique béotienne, VIe siècle av. J.-C.
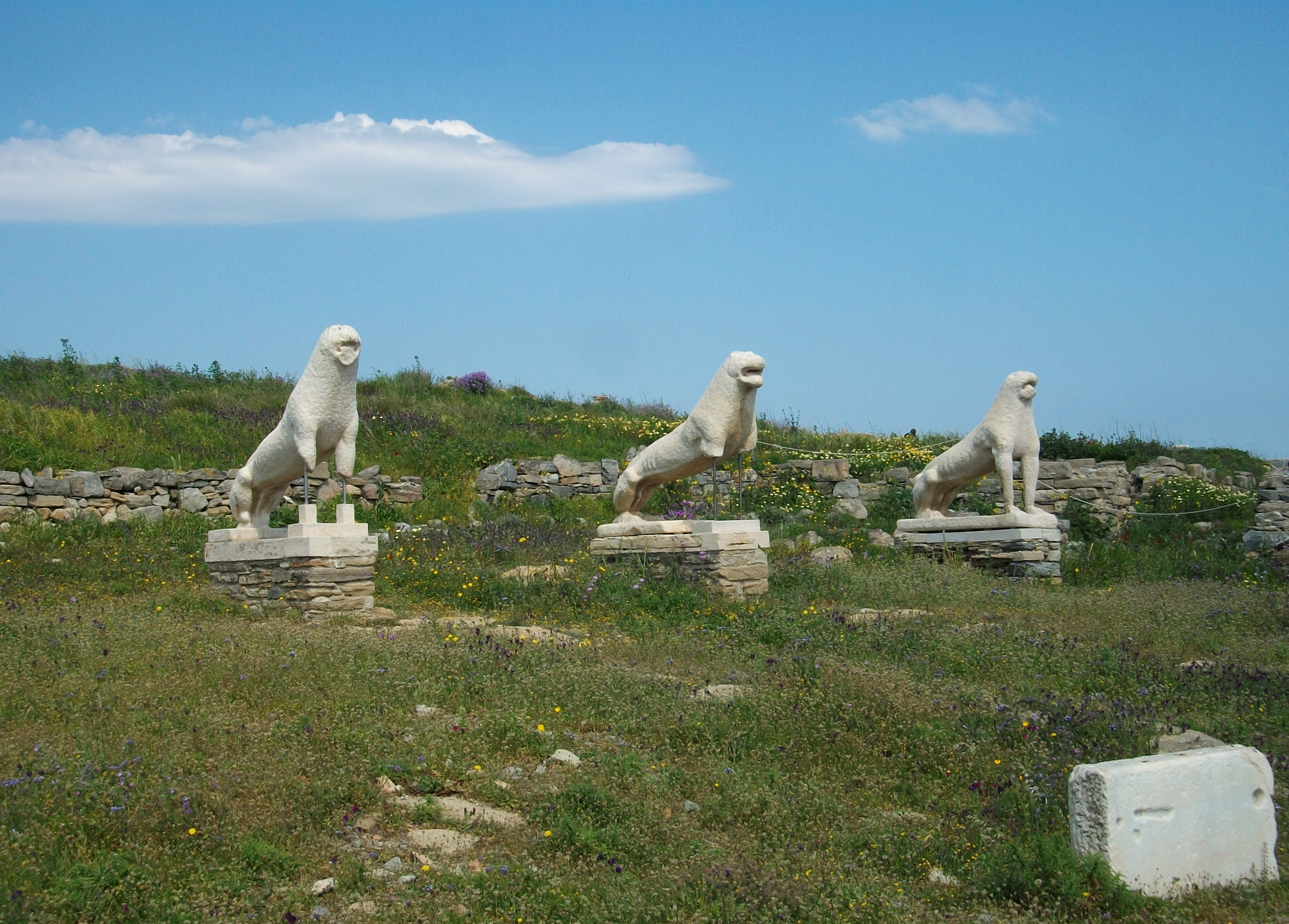
Quelques-unes des lionnes de Délos.